# João Daniel (futebolista)
João Daniel da Rocha Filho, conhecido como João Daniel (São Gonçalo, 27 de setembro de 1946) é um ex-futebolista brasileiro, que atuava como atacante.
João Daniel foi revelado pelo Flamengo, em 1964, e conquistou o campeonato carioca do ano seguinte pelo clube. Em 1966, jogou pelo Atlético Mineiro, onde fez 9 gols em 10 jogos. Em 1967, teve uma passagem muito rápida pelo Palmeiras, atuando apenas duas vezes pelo clube, ambas justamente no Torneio Roberto Gomes Pedrosa daquele ano, conquistado pelo Palmeiras e depois reconhecido como um título brasileiro. João Daniel voltou ao Flamengo por mais dois anos e depois seguiu para a Bahia, onde conquistou dois títulos baianos, um pelo Fluminense de Feira e outro pelo Bahia.

## Títulos
Flamengo
- Campeonato Carioca: 1965

Palmeiras
- Campeonato Brasileiro: 1967

Fluminense de Feira
- Campeonato Baiano: 1969

Bahia
- Campeonato Baiano: 1971